# نيكولا كلوتز
نيكولا كلوتز (بالفرنسية: Nicolas Klotz)‏ هو مخرج فرنسي، ولد في 22 يونيو 1954 في نويي-سور-سين في فرنسا.

## وصلات خارجية
- نيكولا كلوتز على موقع IMDb (الإنجليزية)
- نيكولا كلوتز على موقع ألو سيني (الفرنسية)
- نيكولا كلوتز على موقع أول موفي (الإنجليزية)
- نيكولا كلوتز على موقع قاعدة بيانات الأفلام السويدية (السويدية)
- نيكولا كلوتز على موقع قاعدة بيانات الفيلم (الإنجليزية)
- نيكولا كلوتز على موقع كينوبويسك (الروسية)